# Eragrostis patentipilosa
Eragrostis patentipilosa är en gräsart som beskrevs av Eduard Hackel. Eragrostis patentipilosa ingår i släktet kärleksgrässläktet, och familjen gräs. Inga underarter finns listade i Catalogue of Life.